# Pitch Black
Pitch Black – film przygodowy z gatunku science fiction wyreżyserowany przez Davida Twohy’ego w 2000 roku. Film doczekał się dwóch kontynuacji pt. Kroniki Riddicka oraz Riddick.

## Fabuła
Akcja filmu rozpoczyna się w chwili, gdy uszkodzony statek kosmiczny, przewożący pasażerów i niebezpiecznego więźnia Riddicka, ląduje na nieznanej planecie. Załoga i podróżnicy zmuszeni są walczyć nie tylko o przetrwanie w nieznanym świecie, lecz i bronić się przed szaleńcem, któremu udaje się zbiec ze statku. Szybko okazuje się, że glob jedynie z pozoru pozbawiony życia stanowić może śmiertelną pułapkę. Jest tam coś o wiele gorszego niż Riddick. Gdy zapada ciemność, tylko on może ich uratować.